# Mesogobio lachneri
Mesogobio lachneri är en fiskart som beskrevs av Banarescu och Nalbant, 1973. Mesogobio lachneri ingår i släktet Mesogobio och familjen karpfiskar. Inga underarter finns listade i Catalogue of Life.